# Апанхомена
Апанхо́мена (др.-греч. Ἀπαγχομένη) — эпиклеса богини Артемиды в греческой мифологии, означавшая «задушенная» или «удавленница».
Происхождение эпитета объяснил Павсаний: в местечке Кондилея (Κονδυλέα — «шишка») в Аркадии, которое находилось примерно в одном стадии от города Кафия, была священная роща и храм Артемиды, которую в древности называли Кондилеатидской (Κονδυλεάτιδος). Однажды возле храма играли дети и, найдя верёвку, привязали на шею статуи Артемиды и стали говорить, что та удавилась. Когда кафиейцы узнали об этом, то побили их камнями, однако потом их жёны стали рожать недоношенных мёртвых младенцев. Это продолжалось, пока Пифия не предписала похоронить несправедливо убитых детей и ежегодно приносить им жертвы, как манам, а также называть теперь богиню Удавленницей. И жители выполняли указание ещё во времена Павсания. Ранее Каллимах из Кирены писал, что аркадцы ей молились.
Г. Узенер усматривал в традиции связь с фазами Луны, богиней которой нередко считалась Артемида, в последней четверти видя образ «повешенной девушки». Первоначальный эпитет «Кондилеата» этимологически он сближал с этими значениями, членя на корни κον («сиять») и δυ («давить»), по этой версии эпитет обозначал: «удавленная богиня света».
Многие современные учёные считают, что эпитет «Апанхомена» связан с греческими традициями вешать на деревья качели, маски и куклы (aiora) богинь, связанных с плодородием земли, для способствования урожаю. Х. Кинг связывает этот миф с верованиями о женском репродуктивном здоровье и указывает на признаки того, что Артемиду считали асексуальной, хотя в её культе часто явно прославлялось плодородие богини.